# Nasafjället

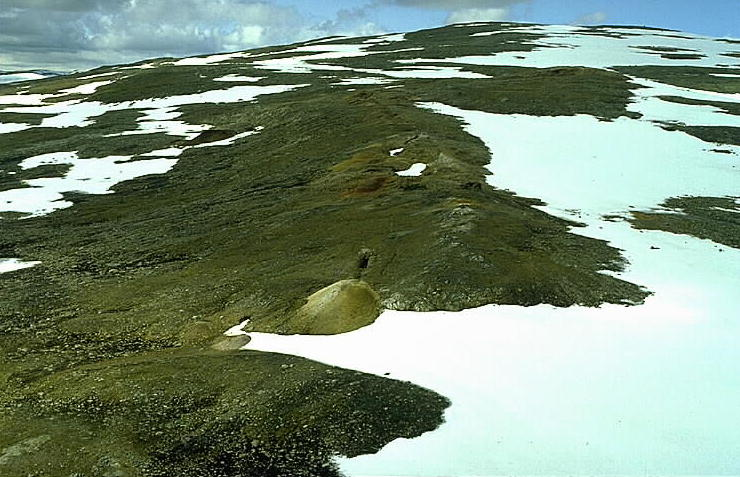
Nasafjället

Nasafjället (norska:Nasafjellet), från arjeplogssamiska Násavárre eller Silbbanássja är ett svensk-norskt 1211 meter högt fjäll på gränsen mellan Rana kommun i Nordland fylke och Arjeplogs kommun i västra Lappland, Norrbottens län. Fjället ligger nordväst om Arjeplog. Nasafjället ligger ovan trädgränsen och är således skoglöst. Toppen ligger på den norska sidan. Ett par hundra meter från toppen står riksröse 227, som markerar gränsen mot Norge.
Fjället är mest känt för Nasafjälls silververk, en silverutvinning som pågick 1635–1659, 1770–1810 samt, på försök, omkring 1889. I gruvområdet syns ännu ett antal gruvhål, några ruiner och en kyrkogård. En restaurerad gruvstuga från 1889 fungerar som rastskydd.
Marken runt det gamla gruvområdet är än idag förorenad och besökare bör ta vatten uppströms den gamla gruvan. Förhöjda halter av bland annat bly och arsenik har hittats i mark och vattendrag.